# John Barnett (compositeur)
Pour les articles homonymes, voir Barnett.
John Barnett, né le 15 juillet 1802 à Bedford et mort le 17 avril 1890 à Leckhampton, est un compositeur britannique, oncle du compositeur John Francis Barnett.

## Biographie
John Barnett est le fils d'un bijoutier allemand, Bernhard Beer, qui a anglicisé son nom en s'installant en Angleterre.
Il compose des opérettes et d'autres pièces de musique légère. Il fait représenter son premier opéra, The Mountain Sylph, à Londres le 25 août 1834. S'en suivent deux opéras, Fair Rosamond, créé à Londres le 28 février 1837, puis Farinelli, créé à Londres le 8 février 1839. En 1841, il s'installe à Cheltenham comme professeur de chant. Il déménage à Leckhampton vers 1870, où il réside jusqu'à sa mort.

## Œuvres
Outre ses opérettes et ses opéras, il compose une symphonie, trois quatuors à cordes, et des milliers de mélodies. Il publie aussi deux méthodes de chant : Systems and Singing Masters en 1842 et School for the Voice en 1844.